# مانويل تامايو إيه باوس
مانويل تامايو إيه باوس (بالإسبانية: Manuel Tamayo y Baus)‏ كاتب مسرحي، وُلد في مدريد في 16 سبتمبر عام 1829. هو نجل لاثنين من الممثلين وهما خوسيه تامايو وخواكينا باوس، وتزوج من ابنة الممثل الشهير إيسيدورو مايكيث. كان مرتبطًا بالمسرح وأضاف له العديد من الأعمال المسرحية المتنوعة. كتب تامايو إيه باوس في المسرح الواقعي في محاولة منه إلى إعادة إحياء قيم الطراز القديم المحافظة عن الشرف مع جهود أخرى مبذولة لإحياء الدراما التاريخية الرومانسية، حيث كان يهدف المسرح وقتئذ إلى الهروب من الواقع وتجنب إثارة الوعي البورجوازي تجاه المشكلات. كتب التراجيديا الكلاسيكية فيرجينيا عام 1853 والدراما الرومانسية جنون الحب عام 1855 عن خوانا الأولى ملكة قشتالة وأراجون؛ إضافة إلى مسرح الأعراف كما ظهر في كرة الثلج عام 1856 والإيجابي عام 1862؛ ومسرح الأطروحات مثل رماح الشرف عام 1863 والرجال الخيرين عام 1870. تعد الدراما الجديدة عمله الأكثر أهمية، حيث قدم باوس شكسبير وفرقته المسرحية داخل إطار العمل. وأثناء تطور الأحداث، يكتشف الممثل والتون أن زوجته أليثيا التي تتلعب دورًا بالدراما هي المرأة الخائنة التي كانت تخدعه. ولكن ما حدث بشكل زائف في الدراما أصبح واقعًا، حيث أحبت أليثيا أدموندو وقت تمثيل العمل، فقام والتون بقتلها على خشبة المسرح في أحد المشاهد لتطهير شرفه. وأخيرًا قام شكسبير بتوضيح الأمر للجمهور. وتوفي في 21 يونيو 1898.

## روابط خارجية
- مانويل تامايو إيه باوس على موقع IMDb (الإنجليزية)
- مانويل تامايو إيه باوس على موقع الموسوعة البريطانية (الإنجليزية)
- مانويل تامايو إيه باوس على موقع قاعدة بيانات برودواي على الإنترنت (الإنجليزية)
- مانويل تامايو إيه باوس على موقع إن إن دي بي (الإنجليزية)
- مانويل تامايو إيه باوس على موقع قاعدة بيانات الفيلم (الإنجليزية)